# 清水浦大桥
清水浦大桥是中国浙江省宁波市一座跨甬江桥梁，载有 宁波绕城高速，为联塔分幅式双塔四索面斜拉桥，桥梁主塔高141.5米，主跨468米，宽56.7米，设有双向8车道。2007年11月8日开工，2010年12月15日主桥合龙，2011年12月28日通车，建成时为世界上跨度最大的联塔分幅斜拉桥。

## 建设历史
- 2007年11月9日 清水浦大桥（建设时称为甬江特大桥）开工。[4]
- 2009年6月8日 清水浦大桥主塔下部结构完工。[5]
- 2010年1月18日 清水浦大桥索塔封顶。[6]
- 2010年6月30日 清水浦大桥边跨钢梁合龙。[2]
- 2010年12月15日 清水浦大桥主桥合龙。[7]
- 2011年12月28日 清水浦大桥与宁波绕城高速公路东段一起通车。[3]